# (1364) Safara
(1364) Safara es un asteroide perteneciente al cinturón de asteroides descubierto por Louis Boyer desde el observatorio de Argel-Bouzaréah, Argelia, el 18 de noviembre de 1935.

## Designación y nombre
Safara se designó inicialmente como 1935 VB.
Más adelante, fue nombrado en honor del médico argelino André Safar.

## Características orbitales
Safara orbita a una distancia media de 3,014 ua del Sol, pudiendo alejarse hasta 3,219 ua. Su excentricidad es 0,06819 y la inclinación orbital 11,49°. Emplea 1911 días en completar una órbita alrededor del Sol.